# つ (格助詞)
日本語の格助詞「つ」は、名詞の後に、または、形容詞の語幹の後に置かれ、連体修飾語を作るものである。意味は、「…の」、「…にある」。例えば、「まつげ」（目つ毛）とは、「目の毛」、「目にある毛」の意味である。
用法の似る格助詞として、「の」・「が」があるが、「つ」は、これらに比べて用法が限定される。「の」・「が」には、主格を表示する用法があるのに対し、「つ」は、連体修飾語を作る用法のみである。その上、「つ」に先行する名詞・形容詞は、時間・場所を表すものと、属性を表すものとにほぼ限られる。「の」・「が」は、上代から現代に至るまで格助詞として使われているのに対し、「つ」は、中古以降、「まつげ」、「ときつかぜ」などの複合語の構成要素として残るのみである。

## 格助詞「つ」を含む複合語
- あまつかみ・くにつかみ（天つ神・国つ神、天津神・国津神）
- あまつつみ・くにつつみ（天つ罪・国つ罪）
- おくつき（奥つ城、奥都城）
- かみつけぬのくに・しもつけぬのくに（上つ毛野の国・下つ毛野の国、上野国・下野国）
- かみつふさのくに・しもつふさのくに（上つ総の国・下つ総の国、上総国・下総国）
- ちかつあはうみのくに・とほつあはうみのくに（近つ淡海の国・遠つ淡海の国、近江国・遠江国）
- ときつかぜ（時つ風、時津風）
- なかつくに（中つ国）
- まつげ（目つ毛）
- わたつみ・おおやまつみ（海つ霊・大山つ霊）
- ずから/自ら（己つ柄）